# FK Rabotnički
Fudbalski Klub Rabotnički Skopje é um clube de futebol da República da Macedônia fundado em 1937, disputa a primeira divisão do Campeonato Macedônio, tendo ganho 4 vezes a liga e 4 vez a copa. Tem forte rivalidade com o FK Vardar.

## História
FK Rabotnički tem sido considerado como um famoso clube de futebol de Skopje, também conhecida como "clube de futebol ferroviária, FK Rabotnički foi formado em 1937. Por longo tempo, o FC Rabotnički normalmente competiu na Segunda Liga Federal da ex-Jugoslávia ou a República da Liga da República Socialista da Macedônia. FC Rabotnički competiu na Primeira Liga Federal da Jugoslávia SFR para dois anos. Dado que a República da Macedônia tornou um país independente, o FC Rabotnički constantemente concorre no macedônio Premier League. Em todos estes anos desde seu estabelecimento em 1937, o FC Rabotnički tem sido sempre entre os melhores clubes, e tem sido sempre digno representante do futebol macedônio. O clube de maior sucesso foram os anos entre 2001 e 2008, quando o clube foi adquirido pela famosa empresa Kometal. Desde que foi adquirida pelo Kometal (2001), FK Rabotnički mostra constante progresso: em 2002/03 FK Rabotnički acabado segundo na Liga Nacional e competiu na Taça UEFA (2004/05) ganhou o campeonato nacional e competiu na qualificação para o Europeu e na Liga dos Campeões da UEFA (2005/06) foi campeão novamente. Kometal e Trifun Kostovski esquerda Rabotnički Vardar e assumiu em 2008.

## Elenco
Nota: Bandeiras indicam equipe nacional, conforme definido pelas regras de elegibilidade da FIFA. Os jogadores podem ter mais de uma nacionalidade não-FIFA.
| N.º |                    | Posição | Jogador             |
| --- | ------------------ | ------- | ------------------- |
| 1   | Macedónia do Norte | G       | Martin Bogatinov    |
| 2   | Macedónia do Norte | D       | Egzon Belica        |
| 3   | Macedónia do Norte | D       | Vladimir Sekulovski |
| 4   | Macedónia do Norte | D       | Radenko Bojović     |
| 5   | Macedónia do Norte | D       | Goranče Dimovski    |
| 7   | Brasil             | D       | Fernando Lopes      |
| 9   | Brasil             | A       | Márcio              |
| 10  | Brasil             | M       | Zé Carlos           |
| 11  | Macedónia do Norte | M       | Borče Manevski      |
| 13  | Macedónia do Norte | M       | Goce Todorovski     |
| 14  | Macedónia do Norte | D       | Emir Adem           |

| N.º |                    | Posição | Jogador                 |
| --- | ------------------ | ------- | ----------------------- |
| 15  | Brasil             | A       | Fábio Silva             |
| 16  | Macedónia do Norte | M       | Nikola Gligorov         |
| 17  | Macedónia do Norte | D       | Riste Mitrevski         |
| 18  | Brasil             | M       | Carlos Roberto da Silva |
| 19  | Macedónia do Norte | M       | Vladimir Tunevski       |
| 20  | Macedónia do Norte | A       | Filip Petkovski         |
| 21  | Macedónia do Norte | D       | Filip Misevski          |
| 22  | Macedónia do Norte | M       | Bojan Ivanovski         |
| 23  | Macedónia do Norte | A       | Wandeir                 |
| 24  | Croácia            | A       | Kristijan Sinković      |
| 25  | Macedónia do Norte | G       | Tigran Kandikjan        |
| 28  | Macedónia do Norte | D       | Vladimir Nelovski       |

## Imagens

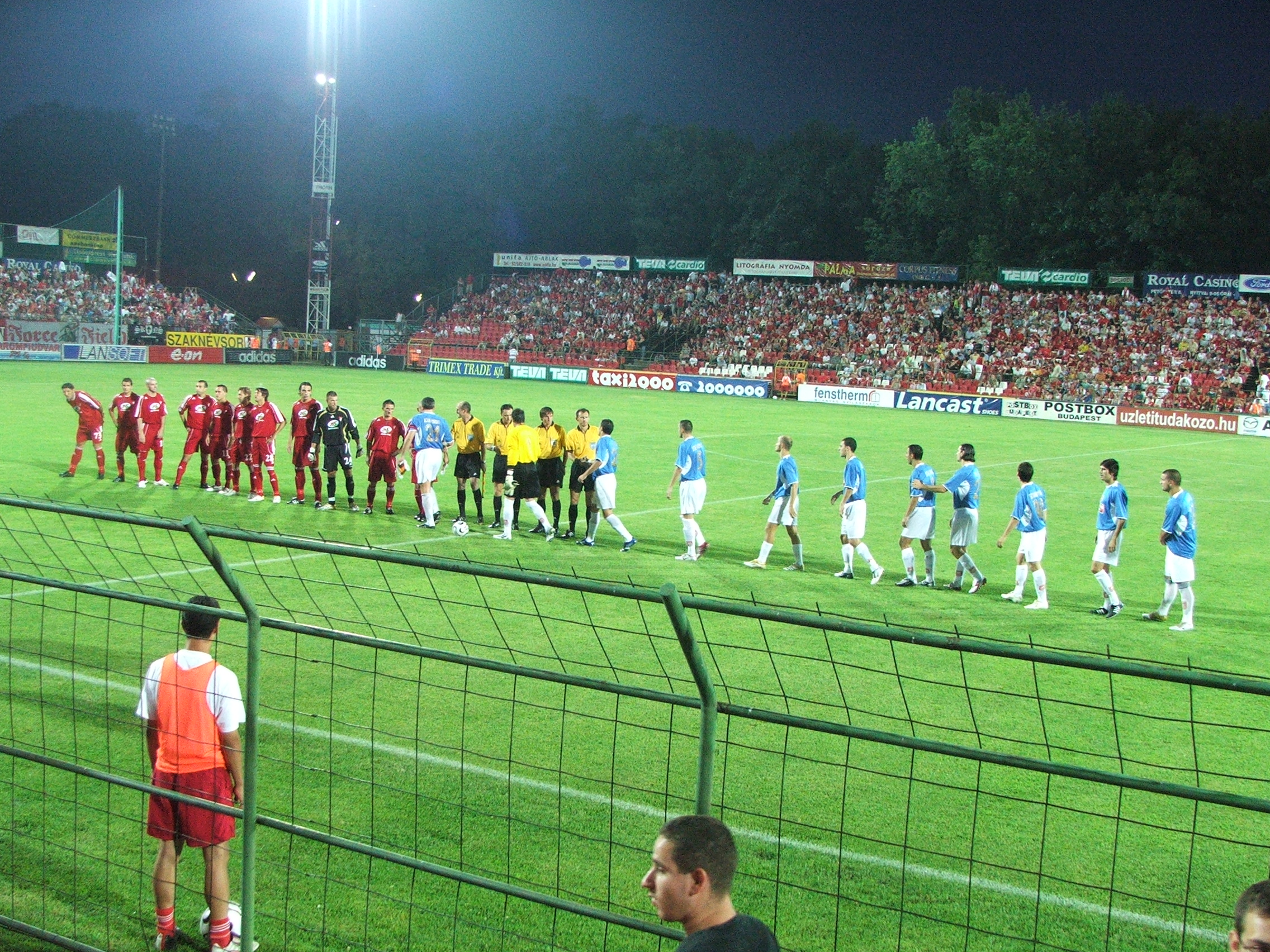
Debreceni VSC vs FK Rabotnički em 2006

## Títulos
- Campeonato Macedônio: (4)
  - 2005, 2006, 2008, 2014
- Copa da Macedônia: (4)
  - 2008, 2009, 2014, 2015